# Delphine Diallo
Pour les articles homonymes, voir Diallo.
Delphine Diallo, ou Delphine Diaw Diallo, née en 1977 à Paris, est une photographe franco-sénégalaise. Installée dans un premier temps à Paris, elle vit et travaille ensuite à New York.

## Biographie
Née en 1977 d’un père sénégalais et d’une mère française et peintre, elle fait le choix d’un parcours artistique et est diplômée en 1999 de l’Académie Charpentier, catégorie arts visuels,.
Elle travaille ensuite durant sept ans dans l’industrie musicale en tant que monteuse vidéo et graphiste, puis  se lance dans le domaine de la photographie.
Effectuant un retour à une partie de ses origines, elle s’installe à Saint-Louis-du-Sénégal, d’où son père est originaire. Elle y crée un studio photographique et commence en photographiant les membres de sa famille et réalisant une série baptisée  « Renaissance ». Le studio est baptisé Magic, discret hommage au photographe malien Malick Sidibé, dont elle affirme l’influence sur ses premiers travaux, et à son fameux  studio Malick.
En 2008, elle déménage à nouveau et s’installe à New York. Elle rencontre Peter Beard. Intéressé par sa créativité, celui-ci lui propose de collaborer pour la réalisation du calendrier Pirelli au Botswana,.
En 2012, elle est mentionnée comme l'un des 26 meilleurs photographes émergents de l'ICP, et par le Smithsonian Magazine comme une des stars émergentes de la photographie, puis en  2013, par PDN, comme l'un des 30 photographes nouveaux et émergents à surveiller,.
En 2014 Delphine Diallo commence à photographier des femmes de son entourage. C’est ainsi qu’elle commence à affirmer son style et son orientation artistique qui vise à mettre en avant les femmes, l’Afrique et la place de la femme africaine dans la société : « une manière d'honorer ce qu'elle appelle le "corps féminin divin". »
L’artiste multiplie alors les supports et outils dans ses œuvres pour mettre en valeurs ses modèles : dessins, collage, IA, images numériques et argentiques.
En 2021, intéressée par le gain d’autonomie et de sécurité proposé par les NFT elle publie et vend une partie de ces œuvres sous ce format.
Ses tirages se négocient à New York autour de 2 500 dollars.

## Œuvre
L'œuvre de Delphine Diallo explore des thèmes tels que la spiritualité, l'inclusivité, la divinité féminine et la mythologie. Elle imagine une société où les femmes sont reconnues à leur juste valeur sous toutes leurs formes, et non simplement en tant que « femme-objets ». Delphine Diallo s'efforce de déconstruire l'héritage sexiste et raciste, en utilisant la peinture corporelle, les bijoux et diverses tenues vestimentaires pour représenter les femmes. Son travail puise son inspiration dans les arts martiaux, l’anthropologie, la littérature non-occidentale et ses recherches sur la spiritualité et les sciences, redéfinissant ainsi le genre historique du portrait. L’artiste se définit comme une activiste, elle considère la prise de position sur des sujets sociétaux comme essentielle à son travail, cherchant à varier la présence et la vision de la femme, au-delà de l'image d’objet véhiculée par l’industrie photographique.
Lors de la foire d’art contemporain de Paris de 2021, Also Know As Africa (AKAA), elle expose pour Fisheye Gallery un collage de 2 mètres. L'œuvre de Delphine Diallo met en exergue la créatrice ivoirienne Lafalaise Dion. Les deux artistes partagent des influences créatives similaires, notamment en ce qui concerne la spiritualité et la notion du « corps féminin divin ».
En 2024, elle présente l’exposition Kush à New York. RFi parle de « précision rare, unique, presque troublante de réalisme » de ses clichés, qui incluent des détails de pigmentation et des paysages rappelant l'Éthiopie et l'Égypte, agrémentés de touches futuristes avec des costumes dorés. Diallo souhaite « parler de celles dont on ne parle que trop peu dans les livres d'histoire », rendant hommage aux femmes noires de cette région d'Afrique à l'époque précoloniale, qui avaient un rôle central dans leur société. Inspirée par ses voyages en Égypte et les écrits de Cheikh Anta Diop, elle utilise l'intelligence artificielle pour fusionner le passé et l'avenir, créant des œuvres qui reflètent la profondeur des regards et des expressions. Diallo continue de déconstruire les clichés et de célébrer les femmes noires, mettant en lumière leur beauté et leurs histoires souvent ignorées.

## Expositions (sélection)
- 2005 : Rencontres africaines de la photographie, Bamako, Mali ;
- 2009 : Rencontres africaines de la photographie, Bamako, Mali ;
- 2011 : Rencontres africaines de la photographie, Bamako, Mali ;
- 2012 : Biennale de Dakar, Sénégal[12]
- 2011 :  Kornhaus Museum, Berne, Suisse.
- 2014 : Femme photographe, Hôtel Onomo, Dakar, Sénégal[13]
- 2015 : ReSignifications: Imagining the Black Body and Re-Staging Histories, Florence, Italie[14]
- 2015 : We are family, Photoquai, Paris, France[4]
- 2016 :  Unseen photo Festival, Amsterdam, Pays-Bas[15]
- 2017 : No Commission , Scénographie par Swizz Beats et la Collection Dean, Berlin, Allemagne
- 2018 : The Grace of Black Women, National Arts Club, New York, USA
- 2018 : Resignification, The Ethelbert Cooper Gallery, Cambridge, UK
- 2018 : Invisible Symbole, Les rencontres d’Arles, Fisheye Gallery Paris, Paris, France
- 2018 : Photo, Fisheye Gallery, Paris France
- 2018 : no Commission, Art Basel, Miami, USA
- 2019 : Photo, Somerset house, Fisheye Gallery, Londres, UK
- 2019 : MIA Photo fair, Fisheye Gallery, Italie
- 2019 : African Spirits, Yossi Milo Gallery, Fisheye Gallery
- 2021 : AKAA Gallery, exposition solo, Fisheye Gallery[3]
- 2021 : Divine, exposition solo, Fisheye Gallery, Paris France[16]
- 2022 : Photo, Fisheye Gallery, Londres,UK[17]
- 2022 : Biennale de la fotografia femminile, Mantova- Mtart Agency, Italie[18]
- 2022 : The Golden Ag, exposition solo, Les Rencontres d’Arles Fisheye Gallery, France
- 2022 : Lost Memorie, Black diaspora UK, Public Art Piccadilly Circus, London
- 2022 : Emerge, Exposition collective, ( Kehinde Wyley, Victor Sozaboy, Patrick Alston.) Scénographie par Naomi Campbell & Andreae Emelife, Mtart Agency, Qatar[19]
- 2023 : Guerlain, Dear Eugenie, Exposition collective ( Charlotte Rampling, Audrey Tautou, Almudena Romero) à la Maison Guerlain, Paris, France
- 2023 Photo London, Fisheye Gallery, Londres, UK
- 2023 PhotoFairs Shangai, Fisheye Gallery, Chine[20]
- 2023 Photo fair Basel, Fisheye Gallery, Suisse[21]
- 2023 Photofair New York, Fisheye Gallery, New York, USA[22]
- 2023 AKAA Also know as Africa, Paris, France[23]
- 2024 KUSH, Picto Gallery, New York[24]